# Plectochorus palauensis
Plectochorus palauensis är en stekelart som beskrevs av Henry Keith Townes, Jr. 1956. Plectochorus palauensis ingår i släktet Plectochorus och familjen brokparasitsteklar. Inga underarter finns listade i Catalogue of Life.